# Arthur von Briesen
Arthur von Briesen (26. září 1891 v Métách v Lotrinsku - 15. května 1981 v Kostnici). Od 1. května 1939 zastával funkci posádkového velitele branné moci v Praze. Dne 1. října 1942 byl povýšen na generálmajora. Byl to právě on, kdo mimo jiné organizoval výcvik důstojnické školy V. praporu (Sturmbann) pluku (Standarte) SA "Feldherrnhalle" v Praze Na Pražačce. Frekventanti této školy (a příslušníci bojové skupiny protiletecké obrany Luftwaffe "Reimann") brutálně zasáhli (ve dnech 5. až 8. května 1945) a zmasakrovali několika desítek zajatých českých povstalců a českých a bulharských civilistů. V květnové revoluci 1945 sehrál Arthur von Briesen spolu s německým generálem pěchoty (velitelem jednotek Wehrmachtu v Praze) Rudolfem Toussaintem klíčovou roli (zúčastnil se jednání s vůdčími osobnostmi České národní rady). Dne 8. května 1945 opustil Prahu.

## Vojenská a policejní kariéra (chronologicky v bodech)
- 24. března 1909: vstoupil do armády[2]
- 24. března 1909 - 1913: Důstojnický čekatel[3] v 52. polním dělostřeleckém pluku[2]
- 1913 - 02. srpna 1914: Odvelen ke službě v 18. Hulánském[3] pluku[2]
- 02. srpna 1914 - 1916: Převelen k 18. Saskému Hulánskému[3] pluku[2]
- 1916 - 1917: Ordonanční[3] důstojník štábu 40. pěší divize[2]
- 1917 - 15. září 1919: vyčleněn pro generální štáb 40. pěší divize; štábu XIX. Armádního sboru; štáb 53. záložní divize; generální štáb XII. Armádního sboru; generální štáb armády 3 (na velitelství)[2][3]
- 15. září 1919: propuštěn z armády a přeřazen do policejní služby[2]
- 15. září 1919 - 1. května 1923: působil v inspekci Saské[3] státní policie[2]
- 01. května 1923 - červen 1933: náčelník (velitel)[3] policejní jednotky v Drážďanech[2]
- červen 1933 - 01. prosince 1933: vedoucí jednotky státní policie Drážďany[2]
- 01. prosince 1933 - 01. dubna 1934: převeden do štábu I. praporu Státní policie Drážďany[2]
- 01. dubna 1934 - 01. října 1934: Velitel strážní státní policie v Sasku[2]
- 01. října 1934: převelen zpět do armády[2]
- 01. října 1934 - 01. dubna 1935: určen k pěchotnímu pluku Rostock[2]
- 01 duben 1935 - 15. října 1935: Velitel[3] III. Praporu pěchotního pluku Rostock[2]
- 15. října 1935 - 10. listopadu 1938: velitel III. Praporu 27. pěšího pluku[2]
- 10. listopadu 1938 - 1. května 1939: převelen do štábu 27. pěšího pluku[2]
- 1. května 1939 až 15. února 1944: velitel hlavního města Prahy[2]
- 15. února 1944 - 12. března 1944: náčelník zálohy OKH[2]
- 12. března 1944 - 02. května 1944: přičleněn do armádní skupiny South (Süd) (Jih), velitel Brody[2]
- 01. červen 1944 - 15. červen 1944: přidělen ke generálnímu zmocněnci německého Wehrmachtu v Itálii pro informování o činnosti vojenského velitele[2]
- 15. července 1944 - 03. listopadu 1944: převeden jako velitel vojensko-okresního velitelství Čech a Moravy pro zvláštní misi s českými vojenskými jednotkami[2][3]
- 31. prosince 1944 až květen 1945: náčelník záloh OKH[2][3]
- 08. května 1945 - 22. dubna 1947: v zajetí[2][3]
- 22. duben 1947: propuštěn ze zajetí[2][3]

## Vojenské hodnosti (chronologicky)
- od 24. března 1909 - důstojnický čekatel (na hodnost praporčík)[2]
- od 18. října 1909 - praporčík[2]
- od 22. srpna 1910 - poručík[4][2]
- od 15. května 1916 - nadporučík[4][2]
- od 15. září 1919 - nadporučík (policie)[4][2]
- od 01. srpna 1920 - kapitán (policie)[4][2]
- od 01. prosince 1933 - major (policie)[4][2]
- od 01. října 1934 - major[4][2]
- od 01. prosince 1935 - podplukovník[4][2]
- od 01. dubna 1938 - plukovník[4][2]
- od 01. října 1942 - Generálmajor[4][2]

## Vojenská vyznamenání
- Železný kříž, I. třída, (1914)[4]
- Železný kříž, II. třída, (1914)[4]
- Válečný záslužný kříž, I. třída s meči (1938)[4]
- Válečný záslužný kříž, II. třída s meči (1938)[4]
- Železný kříž, I. třída, (1939)[4]
- Železný kříž, II. třída, (1939)[4]
- Čestný kříž světové války 1914-1918, pro bojovníky[4]
- Královský hohenzollernský domácí řád, s meči
- Služební vyznamenání Wehrmachtu, I. třída
- Kriegserinnerungsmedaille, s meči
- Ungarische Weltkriegs-Erinnerungsmedaille, s meči
- Železný kříž, Spona 1939 k Železnému kříži 1914 II. třídy
- Železný kříž, Spona 1939 k Železnému kříži 1914 I. třídy

údaje použity z: německá Wikipedie-Arthur von Briesen